# والتر بروبست
والتر بروبست (بالألمانية: Walter Probst)‏ (17 أبريل 1918 بالنمسا - 1 فبراير 2007) هو مدرب كرة قدم ولاعب كرة قدم نمساوي في مركز الهجوم. لعب مع أوستريا فيينا ورابيد فيينا وفاكر مونتشين وHakoah Vienna ‏.

## وصلات خارجية
- والتر بروبست على موقع عالم كرة القدم.نت (الإنجليزية)